# Championnat de Russie de football américain
Le Championnat de Russie de football américain ou League of American Football (ЛИГА АМЕРИКАНСКОГО ФУТБОЛА) est une compétition réunissant depuis 1991 l'élite des clubs russes de football américain.
Elle était auparavant chronologiquement dénommée la Soviet American Football Championship et Russian American Football Championship.
Cette compétition se dispute avec une phase régulière de type championnat laquelle est suivie d'une phase de playoffs (1/2 finales) le tout se terminant par une finale.

## Histoire
Le football américain est arrivé en Union soviétique fin des années 1980. Les premiers matchs officiels sont joués en 1989. Il s'agit de matchs d'exhibition mettant en présence l'équipe des meilleurs joueurs scolaires (high school) de l'État de l'Oklahoma opposée à des équipes locales. Ces matchs font suite à une tentative vaine de pouvoir organiser un bowl universitaire le (Glasnost Bowl (en)) à Moscou. Au cours de cette même année, des matchs entre équipes russes sont organisés.
En 1991, le Championnat Soviétique (Soviet Championship) est créé. Cette ligue devient le Championnat Russe (Russian Championship) en 1992 à la suite de la dissolution de l'URSS. La ligue est momentanément suspendue de 1994 à 2001 à la suite des troubles qui s'ensuivent.
La compétition reprend en 2002 et n'a depuis cessé de croître.
En 2016, la ligue est réorganisée et rebaptisée la League of American Football, LAF en abrégé.

## Clubs de la saison 2018
| - Central Division - Sankt Petersburg Griffins (it) - Moscow Patriots - St. Petersburg North Legion (it) - Moscow Dragons (it) - Moscow Spartans (it) - Moscow United (ru) - Jaroslavl Rebels (it) |  | - Ural Division - Astana Wolves (ru) - Perm Steel Tigers (it) - Chelyabinsk Tanks (it) - Ekaterinburg Ural Lightnings (it) |

### Anciennes équipes
| - Astrachan Gladiators - Chelyabinsk Scouts - Cheerepovets Rhinos - Ekaterinburg Piranhas - Izhevsk Steelworkers - Kurgan Hornets - Minsk Litwins |  | - Moscow Black Storm - Nizhnih Novgorod Broncos - Ozersk Ural Hunters - Podolsk Knights - Saratov Aviators - Sevastopol Titans - Simferopol Taurus |  | - St-Petersburg Hogs - St-Petersburg Neva Lions - St-Petersburg Predators - St-Petersburg Vikings - Stavropol Stones - Voronezh Mighty Ducks |

## Palmarès
| Championnat d'URSS (Soviet Championship)     |                           |                             |                       |                                          |                                              |
| Saisons                                      | Champion                  | Vice-Champion               | Résultat de la finale | Troisième                                | Nombre d'équipes                             |
| 1991                                         | Moscow Bears              | Moscow Swans                | ?                     | Kharkov Atlants — Aktau Caspian Sphinxes | ?                                            |
| 1992                                         | Moscow Bears              | Krasnoyarsk Siberian Devils | ?                     | Krasnoyarsk Siberian Bruins              | ?                                            |
| 1993                                         | Moscow Bears              | Krasnoyarsk Siberian Devils | ?                     | Moscow Eagles                            | ?                                            |
| Pas de compétition de 1994 à 2001            |                           |                             |                       |                                          |                                              |
| Championnat de Russie (Russian Championship) |                           |                             |                       |                                          |                                              |
| Saisons                                      | Champion                  | Vice-champion               | Résultat de la finale | Troisième                                | Nombre d'équipes                             |
| 2002                                         | Moscow Patriots           | Moscow Bears                | 33 - 14               | ?                                        | ?                                            |
| 2003                                         | Moscow Patriots           | Moscow Bears                | 32 - 7                | Moscow Tanks — Astrakhan Gladiators      | ?                                            |
| 2004                                         | Moscow Patriots           | Moscow Bears                | 33 - 0                | Moscow Tanks — Astrakhan Gladiators      | ?                                            |
| 2005                                         | Moscow Patriots           | ?                           | ?                     | ?                                        | ?                                            |
| 2006                                         | Moscow Black Storm        | Moscow Tanks                | 24 - 13               | Moscow Tanks                             | 4 équipes                                    |
| 2007                                         | Moscow Patriots           | Moscow Tanks                | 14 - 0                | ?                                        | ?                                            |
| 2008                                         | Moscow Patriots           | Moscow Tanks                | ?                     | ?                                        | ?                                            |
| 2009                                         | Moscow Patriots           | ?                           | ?                     | ?                                        | ?                                            |
| 2010                                         | Moscow Patriots           | Moscow Red Falcons          | 32 - 0                | -                                        | 4 équipes                                    |
| 2011                                         | Moscow Patriots           | Moscow United               | 48 - 12               | St. Petersburg Neva Lions                | 7 éq (2 groupes de 3 et 4 éq.)               |
| 2012                                         | Moscow Patriots           | Chelyabinsk Scouts          | 35 - 21               | St. Petersburg Griffins                  | 12 éq (4 groupes de 3, 4, 3 et 2 éq.)        |
| 2013                                         | Moscow Black Storm        | Saint Petersburg Griffins   | 63 - 3                | -                                        | 18 éq. (4 groupes de 3, 6, 4 et 5 éq;)       |
| 2014                                         | Moscow Patriots           | Astrakhan Gladiators        | 27 - 12               | -                                        | 23 éq. (6 groupes de 3, 4, 6, 3, 4 et 3 éq.) |
| 2015                                         | Saint Petersburg Griffins | Moscow Patriots             | 37 - 21               | -                                        | 15 éq. ( 4 groupes de 3, 5, 2 et 5 éq.)      |
| League of American Football (LAF)            |                           |                             |                       |                                          |                                              |
| Saisons                                      | Champion                  | Vice-champion               | Résultat de la finale | Troisième                                | Nombre d'équipes                             |
| 2016                                         | Moscow Patriots           | Moscow Spartans             | 12 - 7                | -                                        | 26 éq. (5 groupes de 4, 6, 3, 5 et 8 éq.)    |
| 2017                                         | Moscow Patriots           | Saint Petersburg Griffins   | 24 - 6                | -                                        | 20 éq. (4 groupes de 5, 4, 3 et 8 éq.)       |
| 2018                                         | Moscow Spartans           | Moscow Patriots             | 7 - 3                 | -                                        | 15 éq. ( 4 groupes de 3, 4, 2 et 6 éq.)      |

### Tableau d'honneur
Classement établi en fonction des résultats connus et présents dans le palmarès.
|   | Club                        | Nombre de titres | Dernier titre | Nombre de finales perdues | Dernière défaite en finale |
| - | --------------------------- | ---------------- | ------------- | ------------------------- | -------------------------- |
| 1 | Moscow Patriots             | 14               | 2017          | 2                         | 2018                       |
| 2 | Moscow Bears                | 3                | 1993          | 3                         | 2004                       |
| 3 | Moscow Black Storm          | 2                | 2013          | -                         | -                          |
| 4 | Saint Petersburg Griffins   | 1                | 2015          | 2                         | 2017                       |
| 5 | Moscow Spartans             | 1                | 2018          | 1                         | 2016                       |
| 6 | Moscow Tanks                | -                | -             | 3                         | 2008                       |
| 7 | Krasnoyarsk Siberian Devils | -                | -             | 2                         | 1993                       |
| 8 | Astrakhan Gladiators        | -                | -             | 1                         | 2014                       |
| - | Chelyabinsk Scouts          | -                | -             | 1                         | 2012                       |
| - | Moscow United               | -                | -             | 1                         | 2011                       |
| - | Moscow Red Falcons          | -                | -             | 1                         | 2010                       |
| - | Moscow Swans                | -                | -             | 1                         | 1991                       |